# Hannelore Brenner-Wonschick
Hannelore Brenner-Wonschick (* 1951 in Schwäbisch Gmünd) ist eine deutsche Autorin und Verlegerin. Sie befasst sich vor allem mit dem Thema Holocaust.

## Leben
Hannelore Brenner-Wonschick studierte Germanistik, Philosophie und Theaterwissenschaft in Tübingen, München und Berlin. 1977 war sie Mitarbeiterin des emigrierten Schriftstellers Hans Rothe in Florenz. Ab 1984 war sie als Mitarbeiterin des US-amerikanischen Schriftsteller Peter Wyden tätig. Wyden, der 1923 in Berlin geboren wurde und dessen Eltern mit ihm 1937 in die USA emigrierten, kehrte nach dem Zweiten Weltkrieg bis zu seinem Tod im Jahr 1998 oft nach Deutschland zurück, um für seine Bücher über die Zeit des Nationalsozialismus Material zu sammeln. Hannelore Brenner-Wonschick betrieb insbesondere Recherchen für Wydens Bücher The Wall. Inside Story of Devided Berlin und Stella.
Seit 1989 ist Brenner-Wonschick unter anderem im Rundfunkbereich tätig, insbesondere als Hörfunkautorin. Bei den Vorbereitungen für ein Radio-Feature über die Kinderoper Brundibár von Hans Krása, die im Konzentrationslager Theresienstadt unter Beteiligung von dort inhaftierten Kindern 55 mal gespielt wurde, lernte sie 1996 einige Überlebende von Auschwitz und Theresienstadt kennen. Es entstand die Idee, die Erlebnisse und das Schicksal der Kinder von Theresienstadt, von denen nur wenige die Vernichtungslager der Nationalsozialisten überlebten, weiterzuerzählen und für die Nachwelt zu erhalten. Zwischen 1998 und 2004 traf sich Brenner-Wonschick jedes Jahr im Herbst mit einer Gruppe der Überlebenden in Spindlermühle im Riesengebirge in Tschechien. Aus diesen Arbeitstreffen entwickelte sich ein umfassendes internationales Projekt mit Radio-Feature, Buch, Theaterstück und (Wander-)Ausstellung.
Hannelore Brenner-Wonschick lebt mit ihrer Tochter in Berlin.

## Arbeiten zum Thema Holocaust

### Hörfunk
1997 produzierte der Sender Freies Berlin erstmals das Hörfunkfeature Brundibár und die Kinder von Theresienstadt von Hannelore Brenner-Wonschick. 1998 produzierte der ORF (Österreichische Rundfunk) das Feature neu mit Einspielungen von Ausschnitten der Brundibár-Produktion der Wiener Sängerknaben. Das Radiofeature erzählt vermittels Originaldokumenten und Zeitzeugen-Erinnerungen die Hintergrundgeschichte der ersten Aufführungen dieser Kinderoper in Prag und Theresienstadt. Die Kinderoper von Hans Krása und Adolf Hoffmeister wurde erstmals zusammen mit dieser Hörfunkproduktioin veröffentlicht. Es folgen weitere Hörfunksendungen über Die Mädchen von Zimmer und über den Geiger Paul Kling, der in Theresienstadt zum Kreis der Theresienstädter Komponisten gehörte. 1998 veröffentlichte Brenner-Wonschick das Theaterstück Ghetto-Tränen 1944. Die Mädchen von Zimmer 28. Es kam in Freiburg, Salzburg und in Ingolstadt zur Aufführung.

### Die Mädchen von Zimmer 28
Das Buch ist eine Dokumentarreportage über das Schicksal einer Gruppe von jüdischen, zumeist tschechischen Mädchen im Alter von zwölf bis vierzehn Jahren, die in der Zeit von 1942 bis 1944 im KZ Theresienstadt im Zimmer 28 des Mädchenheims L 410 gemeinsam eingesperrt und dazu bestimmt waren, in den Vernichtungslagern umgebracht zu werden. 30 Quadratmeter für etwa 30 Mädchen, 4 Holzpritschen, zwei- und dreistöckig übereinander: Meist waren es drei Mädchen, die sich ein Bett teilten und „immer war die Angst vor dem Abtransport im Zimmer – aber wurde ein Schlafplatz frei, kamen neue Mädchen“. Von den insgesamt etwa 60 Mädchen, die im Laufe der Jahre im Zimmer 28 inhaftiert waren, überlebten 15 den Holocaust. Zehn von ihnen, die über die ganze Welt verstreut leben, treffen sich bis heute einmal jährlich, um ihre Erinnerungen auszutauschen und weiterzugeben, damit die Geschehnisse nicht in Vergessenheit geraten.
Ermöglicht wurde dieses Buch vor allem durch das Tagebuch der Wiener Auschwitz-Überlebenden Helga Pollak, ergänzt durch das Kalendertagebuch ihres Vaters Otto Pollak und die Heranziehung einer großen Zahl weiterer Dokumente (Poesiealben, Briefe, Notizen, Kinderzeichnungen, Briefe, Fotos, Befragungen von Zeitzeugen usw.). Das Buch zeichnet „eine solidarische Gegenwelt im nationalsozialistischen Erlösungsterror“, so Gottfried Wagner in einer Rezension in der österreichischen Tageszeitung Die Presse im Juni 2004. Bei ihrer Rezension in der Wochenzeitung Die Zeit im September 2004 steht die Literaturkritikerin Susanne Mayer „vor dem Dilemma, ein Buch empfehlen zu wollen, „dessen Lektüre heftige Beklemmung auslöst“ und es im Nu in die Sachbuch-Bestenliste 24-200 geschafft hat“, und befindet in ihrer Kritik, „die[se] Geschichte eines Kinderheims von Theresienstadt“ führe „an eine Grenze des Erträglichen, dorthin, wo Mitleid, Furcht, Beschämung auf uns lauern und der Reiz, sich abzuwenden“. Sie schließt an diesen Satz den Gedanken an: „Dem standzuhalten, ist das nicht, was historisches Gedächtnis leisten muss?“
Das vom Münchner Verlag Droemer Knaur herausgegebene Buch erschien fast zeitgleich als Lizenzausgabe im Augsburger Weltbild Verlag unter dem Titel Ich hoffe, dass wir uns irgendwo wiedersehen. Die Mädchen von Zimmer 28 in Theresienstadt (2005), als Taschenbuchausgabe im Knaur-Taschenbuchverlag (2006), als Neuausgabe im Berliner Aufbau Verlag (2008) sowie in Übersetzungen ins Tschechische (2007), Englische (Schocken Books, New York, 2009) und Polnische (Weltbild/Swiat, Warschau, 2013) und ins brasilianische (Verlag Leya). Seit Juli 2010 gibt es nur noch die Aufbau-Ausgabe. Das Buch ist inzwischen vergriffen. Alle Rechte liegen bei der Autorin.

### Theaterstück
Das von Brenner-Wonschick 1998 geschaffene Theaterstück Ghetto-Tränen 1944. Zimmer 28, Mädchenheim L 410, Theresienstadt wurde 2003 als Musiktheaterstück in einer Bearbeitung von Hildegard Lichtschlag unter dem Titel Maagal von der Musiktheaterwerkstatt der Musikschule Freiburg in Freiburg im Breisgau aufgeführt. 2005 fand die Uraufführung des eigentlichen Theaterstücks durch die Theater AG des Freiburger Theodor-Heuss-Gymnasiums unter Regie von Elmar Wittmann statt. Es folgte eine Aufführung in Ingolstadt.
Der Stoff wurde als Jugendoper 2009 unter dem Titel Die Mädchen von Theresienstadt für die „Schülerprojekt-Reihe“ des Philharmonischen Chors der Stadt Bonn frei bearbeitet. Mit der Komposition wurde der in Bonn lebende, britische Komponist David Graham beauftragt, das Libretto schrieb Kerstin Baldauf und die Einstudierung übernahm Thomas Neuhoff. Unter der Regie von Kerstin Baldauf fand die Uraufführung im Januar 2010 in Bonn statt, zahlreiche Aufführungen in Bonn, Köln und Aachen folgten. Da der Stoff 'Die Mädchen von Zimmer 28' geschützt ist und die freie Bearbeitung dem Geist der Geschichte widersprach, wurden weitere Aufführungen der Jugendoper in der vorliegenden Form verboten und konnten nicht wiederaufgenommen werden.

### Wanderausstellung
2004 konzipierte Brenner-Wonschick die Ausstellung 'Die Mädchen von Zimmer 28, L 410, Theresienstadt'. Die Ausstellung besteht 23 + Ausstellungstafeln. Die Tafeln veranschaulichen vor dem historischen Hintergrund die Geschichte der „Mädchen von Zimmer 28“ in Theresienstadt: den Alltag der Kinder und besondere Aspekte dieses Alltags wie Unterricht, Musik, Zeichnen und ihre Angst. Außerdem werden herausragende Ereignisse dargestellt, wie die Gründung der „Organisation“ der Mädchen von Zimmer 28 – den Maagal (hebräisch für Kreis und im übertragenen Sinne Vollkommenheit) –, die Aufführungen der Kinderoper Brundibár, der Besuch der Kommission des Internationalen Komitee vom Roten Kreuz und die Transporte zu den Vernichtungslagern. Das Ziel des Room 28 Projektes, für die Ausstellung einen bleibende Ort zu schaffen und das Vermächtnis der 'Mädchen von Zimmer 28' und das der Häftlinge von Theresienstadt lebendig zu erhalten wird vom 2007 gegründeten Berliner Verein Room 28 e. V. unterstützt.
Die Ausstellung war erstmals 2004 in Schwerin zu sehen, wo sie zum Begleitprogramm eines von dem Landesverband Mecklenburg-Vorpommern der Jeunesses Musicales veranstalteten Wettbewerbs Verfemte Musik gehörte. Von dem Veranstalter wurden acht der noch lebenden „Mädchen von Zimmer 28“ nach Schwerin eingeladen, was insbesondere von der Stiftung „Erinnerung, Verantwortung und Zukunft“ gefördert wurde. Fortan übernahm Brenner-Wonschick das Management der Wanderausstellung, die seitdem unter anderem in Berlin-Kreuzberg, in Freiburg im Breisgau, in Leipzig und in Salzburg gezeigt wurde sowie in Überlingen am Bodensee, wo sieben der Zeitzeuginnen zu Gast waren.
2008 wurde die Ausstellung im Paul-Löbe-Haus des Deutschen Bundestags in Berlin gezeigt, wobei der „Raum 28“ aus dem KZ Theresienstadt nachgebaut wurde. Die Ausstellung im Paul-Löbe-Haus war Teil des Rahmenprogramms zum Gedenken an die Opfer des Nationalsozialismus und Teil des Jugendbegegnungsprogramms des Deutschen Bundestages. Zeitgleich veröffentlichte der Aufbau Verlag die Neuausgabe des Buches Die Mädchen von Zimmer 28, und acht der Zeitzeuginnen waren in Berlin zu Gast.
Bis Ende 2009 nahmen etwa 30 Aussteller im In- und Ausland die Ausstellung ins Programm. 2006 entstand eine Ausstellung für Tschechien, 2009 eine für Frankreich. Im Januar 2013 verzeichnete die Ausstellung bereits mehr als 50 Ausstellungsorte in Deutschland und weitere in Tschechien, Österreich, Frankreich und England. Eine um elf Tafeln erweiterte englischsprachige Ausstellung war im Rahmen des Holocaust Gedenktages in der Europäischen Kommission in Brüssel zu sehen und bildete den thematischen Schwerpunkt der Holocaust Remembrance Ceremony am 28. Januar 2013 im Berlaymont Building. Bei der Gedenkstunde lasen die Autorin und die Tagebuchschreiberin Helga Pollak-Kinsky aus dem Buch/Theresienstädter Tagebuch. Begleitet wurde die Lesung mit Liedern des Theresienstädter Kabaretts und von Ilse Weber gesungen vom Berliner Ensemble „Zwockhaus“.
Auf Empfehlung der Europäischen Kommission wurde die Ausstellung am 27. Januar 2014 bei den United Nations in Genf eröffnet. Ehrengast und 'keynote-speaker' bei der offiziellen Gedenkfeier der United Nations in Genf am 28. Januar 2014 war Helga Pollak-Kinsky, die zusammen mit Hannelore Brenner-Wonschick das Gedenkkonzert mit einer Lesung begleitete.
Hannelore Brenner-Wonschick gründete 2014 den Verlag Edition Room 28. Am 16. Februar 2014 erschien das erste Buch. Autorin: Helga Pollak-Kinsky. Titel: Mein Theresienstädter Tagebuch 1943–1944 und die Aufzeichnungen meines Vaters Otto Pollak.

### Room 28 Projectsund VereinRoom 28 e. V.
Das multimediale Projekt, zu dem sich Radio-Feature, Buch, Theaterstück und Ausstellung entwickelten, fand große internationale Resonanz und es entstand ein Freundes- und Unterstützerkreis. Dies führte 2006 anlässlich des Jahrestreffens der überlebenden „Mädchen von Zimmer 28“ im tschechischen Spindlermühle zur Gründung der Initiative Room 28. Ziel der Initiative war es, gemeinsam mit den Zeitzeuginnen das von Brenner-Wonschick konzipierte europäische Projekt „Der letzte Akkord: Theresienstadt“ zu realisieren. Die Initiative wurde zum Vorläufer des Vereins Room 28 e. V., der ein Jahr später in Berlin gegründet wurde.
Als Vorstand des Vereins Room 28 e. V. und als Autorin der 'Room 28 Projects' (markengeschützter Name für alle dazugehörigen Werke plus dessen Management) realisierte Brenner-Wonschick zahlreiche, auch internationale, Kultur- und Zeitzeugenprojekte. Die Kulturagentur 'Room 28 Projects' bot zur Wanderausstellung sowie zu Aufführungen der Kinderoper Brundibár ein vielfältiges Begleitprogramm, wie Zeitzeugengespräche, Konzerte, Filme, Lesungen und Theateraufführungen. 2014 entstand durch die Herausgabe des gesamten originalen Tagebuchs von Helga Pollak-Kinsky, geschrieben im Zimmer 28 des Mädchenheims L 410 im Ghetto Theresienstadt, der verlegerische Zweig der 'Room 28 Projects': die Edition Room 28.
2007 erfolgte die Gründung des Vereins Room 28 e. V., der die Aufgaben und Ziele des Room 28 Projects unterstützt. Der als gemeinnützig anerkannte Verein hat seinen Sitz in Berlin, den Vorsitz haben seit 2008 Brenner-Wonschick und Frank Harders-Wuthenow inne.

## Auszeichnungen
- Bundesverdienstkreuz am Bande des Verdienstordens der Bundesrepublik Deutschland[11]

## Werke (Auswahl)
Radio-Features
- Brundibár und die Kinder von Theresienstadt. Produktion für den SFB 1997 und für den ORF, Wien 1998.
- Ein Leben auf vier Saiten. Der Geiger Paul Kling, SDR
- Die Mädchen von Zimmer 28, SDR, 2004.

Audio-CDs
- Brundibár und die Kinder von Theresienstadt. Radio-Feature, Edition Abseits (EDA), EDA-Nr. 015, 1999.

Theaterstücke
- Ghetto-Tränen 1944. Zimmer 28, Mädchenheim L 410, Theresienstadt. Erstfassung. 1998
- Theresienstadt. As Meninas do Quarto 28. LeYa, São Paulo 2014, ISBN 978-85-8044-981-5. Übersetzung: Renate Müller.
- Theresienstadt. Die Mädchen von Zimmer 28. Musik-Theaterstück, Edition Room 28, Berlin 2020, ISBN 978-3-9819140-1-6.
- Theresienstadt. The Girls of Room 28.  Play. Edition Room 28, Berlin 2021, ISBN 978-3-9819140-3-0.

Bücher
- Die Mädchen von Zimmer 28. Freundschaft, Hoffnung und Überleben in Theresienstadt. Droemer, München 2004, ISBN 3-426-27331-4; als Taschenbuch 2006, ISBN 3-426-77849-1; Room 28 Projects 2008, ISBN 978-3-00-032090-3 / Aufbau, Berlin 2008, ISBN 978-3-351-02663-9. Die Bücher sind vergriffen. Die Rechte liegen bei der Autorin.
- Helga Pollak-Kinsky: Mein Theresienstädter Tagebuch 1943–1944 und die Aufzeichnungen meines Vaters Otto Pollak. Mit historischen Fakten und Gesprächen mit Helga Kinsky ergänzt und herausgegeben von Hannelore Brenner. Edition Room 28, 2014, ISBN 978-3-00-043804-2 (Tschechische Ausgabe: Albatros Media, Prag, edition-room28.de albatrosmedia.cz)
- Booklet zur Ausstellung „Die Mädchen von Zimmer 28“ (Deutsche und tschechische Ausgabe), 2011/2012.
- Theresienstadt. Die Mädchen von Zimmer 28. Kompendium zum Bildungsprojekt 2016. Edition Room 28, ISBN 978-3-00-055265-6 (edition-room28.de).
- Theresienstadt. The Girls of Room 28. Compendium. Room 28 Educational Project 2017. Edition Room 28, ISBN 978-3-9819140-0-9 (edition-room28.de).
- Terezín. Děvčata z pokoje 28. Kompendium. 2020. Vzdělávací projekt Pokoj 28. Tschechische Ausgabe (edition-room28.de).
- Brundibár. Wie Aninka und Pepíček den Leierkastenmann besiegten. Musikverlag Boosey & Hawkes – Bote & Bock in Kooperation mit Edition Room 28.Ein Vorlesebuch für Kinder ab vier Jahren. Mit Bildern von Maria Thomaschke. Erscheinungsdatum: 23. September 2023. ISBN 978-3-7931-4554-7 (edition-room28.de).

"Brundibár. Wie Aninka und Pepíček den Leierkastenmann besiegten." Ukrainische Ausgabe. Übersetzt von Galina Palaguta. Edition Room 28, 2023. ISBN 978-3-9819140-2-3
Das Buch ist Teil eines Projektes der Edition Room 28 und dem Verein Room 28 im Zeichen der Solidarität mit der Ukraine. Siehe:Brundibar-Kinderbuch ukrainische Ausgabe
Brundibár-Kinderbuch. Hebräische Ausgabe (2025)
Übersetzt von Noam Yatsiv. Mit Begleittexten in deutscher Sprache und einem Vorwort des Botschafters Christian Heldt. Softcover, 84 Seiten | ISBN 978-3-9819140-6-1
Auch dieses Buch ist Teil des Projektes der Edition Room 28 und Room 28 e.V. im Zeichen der Solidarität  Brundibár. Lese- und Geschenkprojekt für Kinder
Neuausgabe "Die Mädchen von Zimmer 28. Freundschaft, Hoffnung und Überleben in Theresienstadt", Edition Room 28,2025. Es ist eine gründlich überarbeitete, aktualisierte, erweiterte und neu gestaltete Ausgabe. Damit wurde das Room 28 Erinnerungs- und Bildungsprojekt um sein wichtigstes Grundelement komplettiert. 440 S. und zahlreiche Abbildungen.ISBN 978-3-9819140-5-4
Die Mädchen von Zimmer 28. Neuausgabe 2025.